# Groß Elbe
Groß Elbe ist der größte Ortsteil der Gemeinde Elbe, die zur Samtgemeinde Baddeckenstedt im Landkreis Wolfenbüttel in Niedersachsen gehört.

## Geographie
Folgende Orte umgeben Groß Elbe:
- Lichtenberg und Osterlinde im Norden
- Gustedt im Osten
- Steinlah und Haverlah im Südosten
- Klein Elbe und Sehlde im Süden
- Heere im Südwesten
- Baddeckenstedt im Westen
- Oelber am weißen Wege und Westerlinde im Nordwesten

Groß Elbe liegt südlich der Lichtenberge, dem Nordwestteil des Salzgitter-Höhenzugs.

## Geschichte

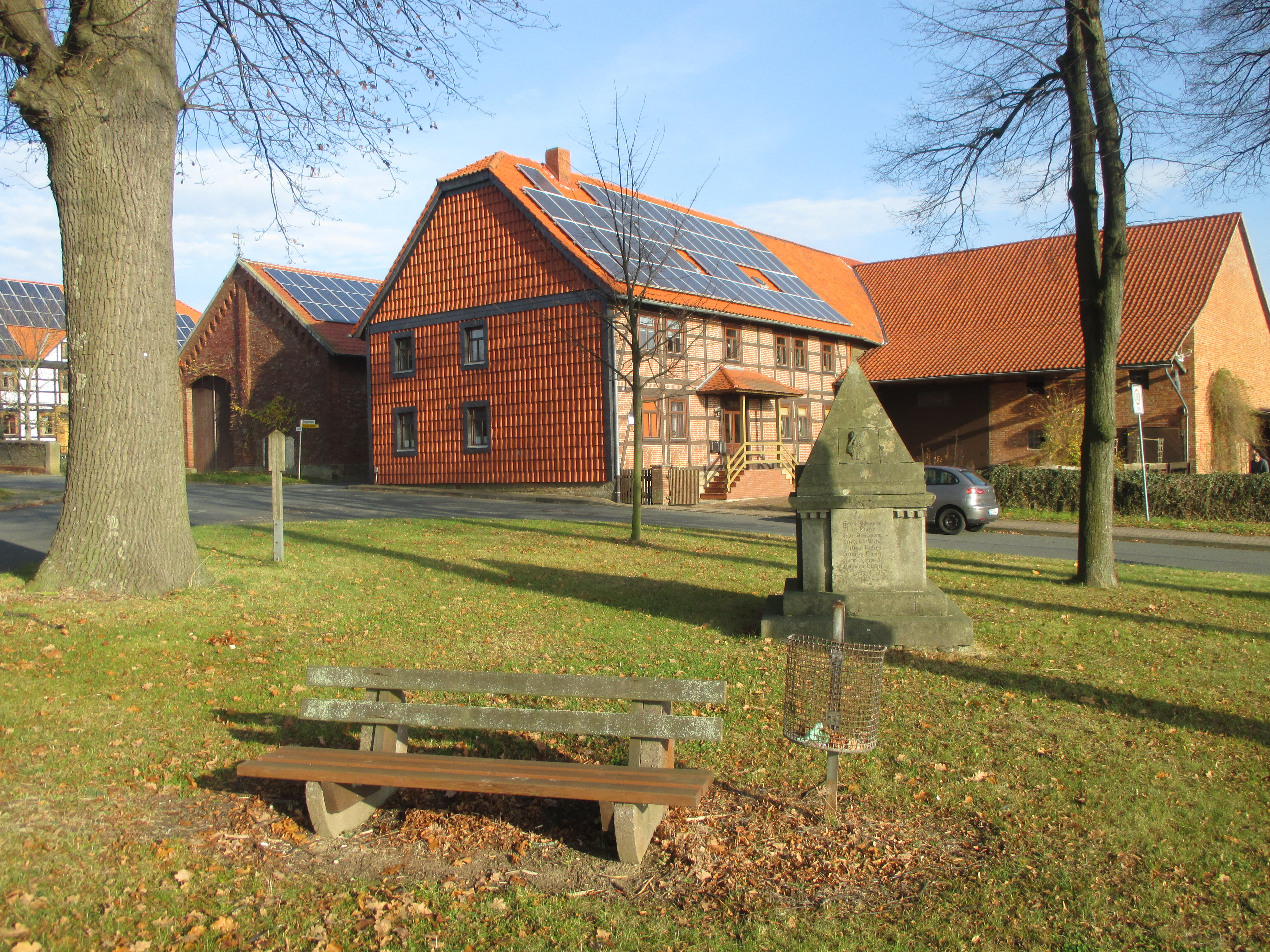
Kriegerdenkmal für die Gefallenen des 1. Weltkriegs am südwestlichen Ortsrand von Groß Elbe

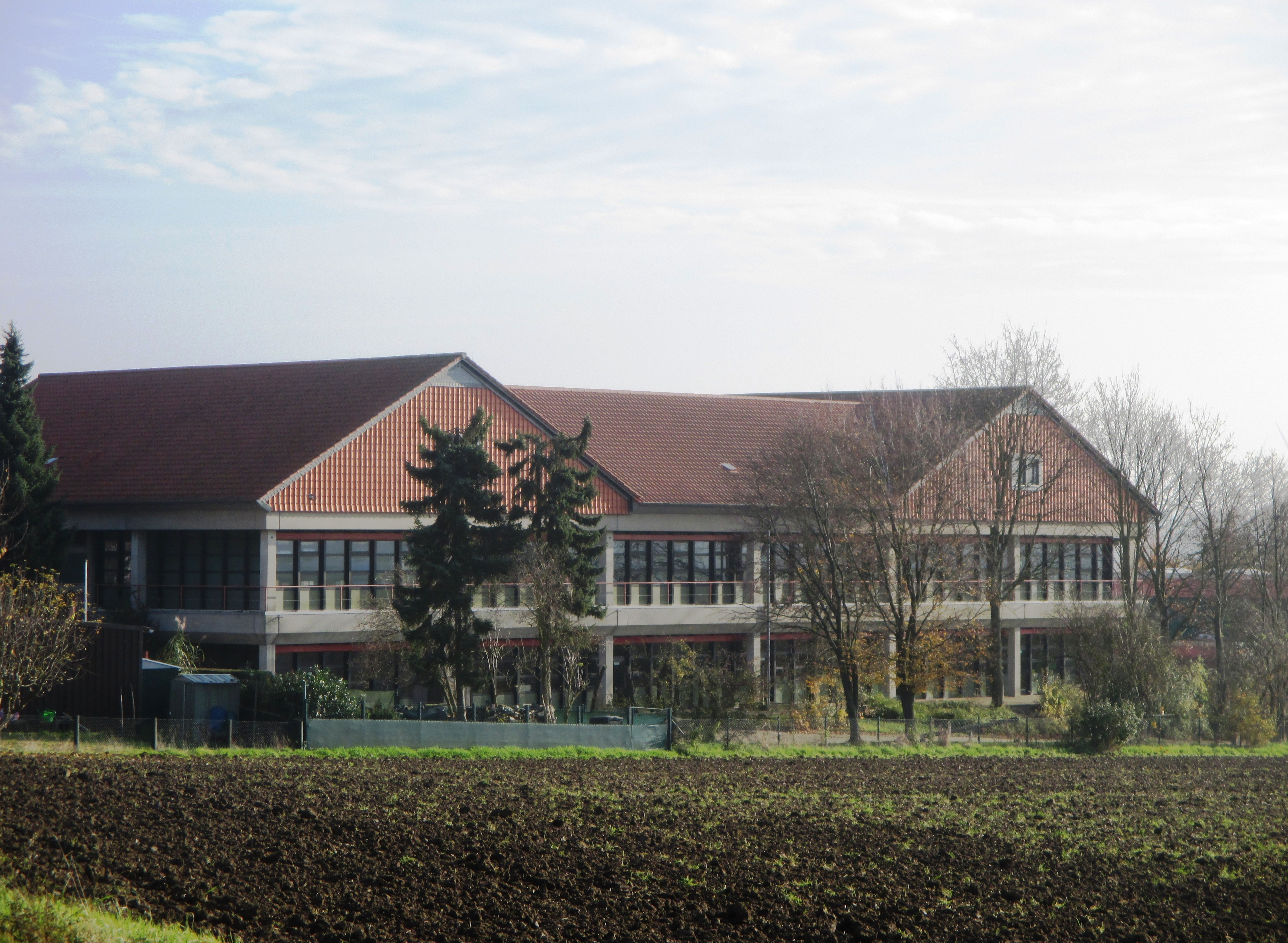
Grundschule Groß Elbe

Im Jahr 1132 wurde Groß Elbe in einer Urkunde Bischof Bernhards I. von Hildesheim erstmals erwähnt. Darin übereignete er dem Kloster St. Michael in Hildesheim verschiedene Besitztümer. Es wird jedoch vermutet, dass die Geschichte des Ortes schon einige Jahrhunderte begann. Darauf deuten vor allem Scherben-, Knochen- und weitere archäologische Funde auf dem Gebiet der heutigen Schule hin. Eine Siedlung bestand hier demnach bereits um das Jahr 0 herum. Reste von Eisenschlacken lassen zudem auf früheste Eisenverhüttung schließen.
Der Bischof von Hildesheim war seit etwa 1235 kirchliches und weltliches Oberhaupt des Hochstifts, in welchem Groß Elbe lag. Nach der Schaffung von Ämtern innerhalb dieses Herrschaftsgebiets gehörte der Ort zum Amt Wohldenberg. In dieser Zeit verteilte sich der Grundbesitz Groß Elbes wie der vieler anderer umliegender Dörfer auf mehrere Eigentümer. Dazu gehörten neben dem Hildesheimer Bischof der Herzog von Braunschweig, die Klöster Wöltingerode, Neuwerk, Maria Magdalena, Heiningen und Corvey.
Von 1132 bis nach 1400 lässt sich im Ort die dem niederen Adel Wohldenbergs angehörende Familie von Elbe nachweisen, die später mindestens zum Teil nach Hildesheim umsiedelte.
1523 wurde Groß Elbe zusammen mit dem Amt Wohldenberg und weiteren Gebieten Teil des Herzogtums Braunschweig. 120 Jahre später im Jahr 1643 wurde das Gebiet erneut ein Teil Hildesheims.
Vom Dreißigjährigen Kriegs von 1618 bis 1648 war auch Groß Elbe betroffen. So wurde das Groß Elber Pfarrhaus am 29. November zu Johann T’Serclaes von Tillys Hauptquartier. Zudem ist in weiteren Dokumenten vom Verkauf der Kirchenglocke während der Belagerung im Jahr 1627 und von einer Missernte 1628 zu lesen.
Im Jahr 1758 wurde das Dorf von einem Preußischen Freikorps gebrandschatzt. Ab 1814 gehörte Groß Elbe zum Königreich Hannover, das 1866 nach Preußen eingegliedert wurde.
1891 wurde in Groß Elbe eine Schule erbaut, die 1958 bis 1960 durch einen Neubau ersetzt wurde, der 1977/1978 eine Erweiterung erhielt. Die Grundschule Groß Elbe existiert heute noch.
Die Freiwillige Feuerwehr Groß Elbe wurde 1901 gegründet. Nachdem 1908 das alte Gasthaus Remmert abgebrannt war, wurde an selber Stelle eine neue Gastwirtschaft (Plöger/Grewe) gebaut, die heute allerdings nicht mehr existiert. 

### Kirche

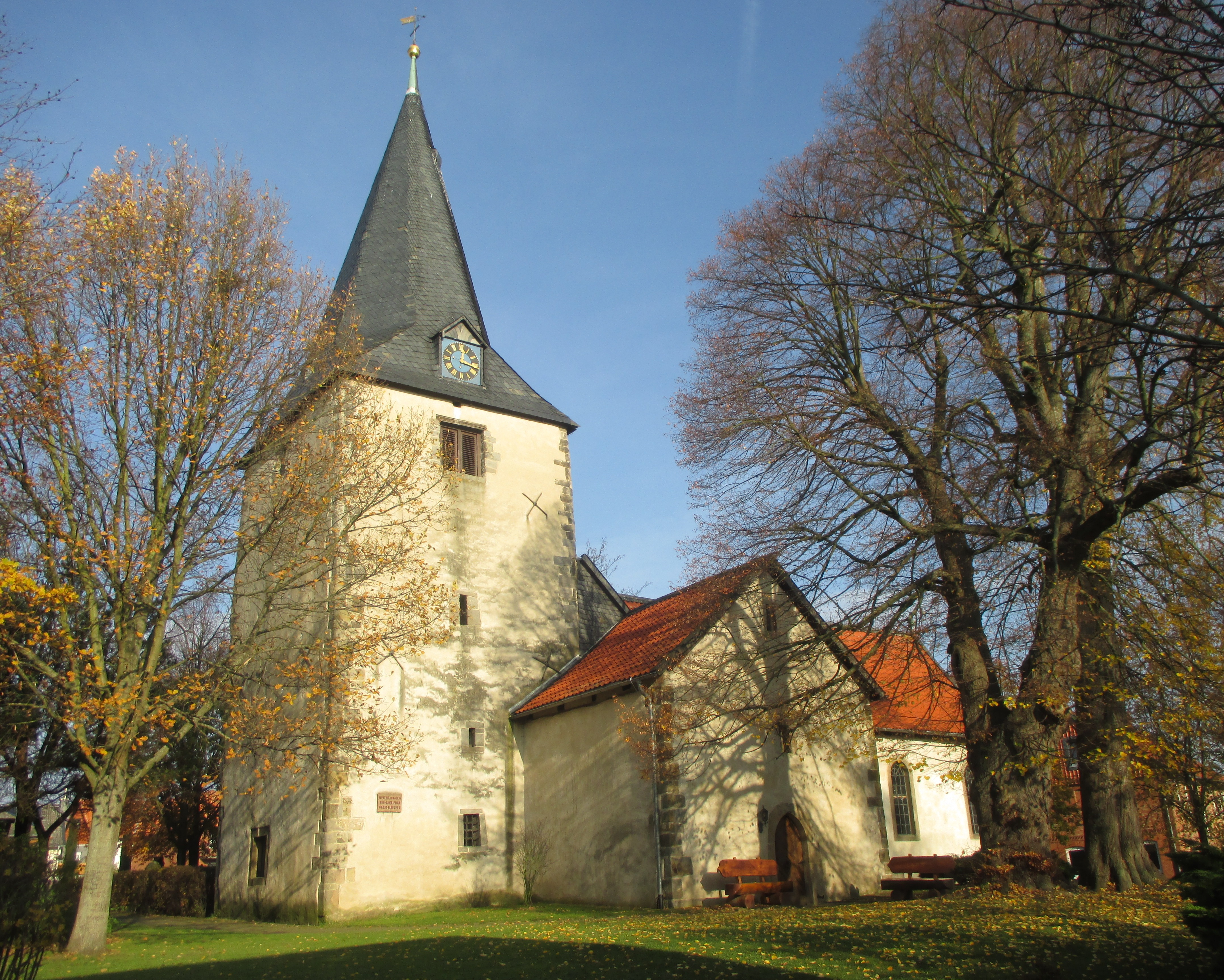
Evangelische Kirche St. Martin

Das Baujahr der heute evangelischen Kirche St. Martin ist unbekannt. Der 35 Meter hohe Westturm stammt vermutlich aus dem 12. Jahrhundert. Im Laufe des Dreißigjährigen Kriegs wurde südlich des Turms eine Vorhalle errichtet. Die heutige Form stammt aus dem Jahr 1698, als die Kirche umgebaut und nach Osten um ein Kirchenschiff erweitert wurde. Zwei Jahre später erhielt sie die noch heute erhaltene Kanzelwand und den Altar. Die Orgel stammt aus dem Jahr 1799. Sie wurde vom Hildesheimer Orgelbaumeister Almes erbaut. 1864 erhielt die Kirche vergrößerte Fenster mit Rundbögen.
Die kleine Glocke der Kirche stammt aus dem Jahr 1805, während die große Glocke aus dem Jahr 1962 stammt. Im Ersten Weltkrieg 1917 wurde die erste Glocke zur Kanone umgegossen. Dasselbe geschah mit der neuen Glocke aus dem Jahr 1931 im Zweiten Weltkrieg 1942.
Die letzte umfassende Renovierung der Kirche fand in den Jahren 1993/1994 statt. Noch heute auffällig und sehenswert ist die barocke Innenausstattung.
Bereits seit 1542 ist nur noch ein Pfarrer für die Kirchen in Groß und Klein Elbe zuständig. Inzwischen bilden die beiden Kirchengemeinden einen gemeinsamen Pfarrverband mit Gustedt.

### Einwohnerentwicklung
| Groß Elbe – Bevölkerungsentwicklung seit 1539 | Groß Elbe – Bevölkerungsentwicklung seit 1539 | Groß Elbe – Bevölkerungsentwicklung seit 1539                                                                         |
| Jahr                                          | Einwohner                                     | Entwicklung |
| --------------------------------------------- | --------------------------------------------- | --- |
| 1539                                          | 312                                           | Hier fehlt eine Grafik, die leider im Moment aus technischen Gründen nicht angezeigt werden kann. Wir arbeiten daran! |
| 1572                                          | 358                                           | Hier fehlt eine Grafik, die leider im Moment aus technischen Gründen nicht angezeigt werden kann. Wir arbeiten daran! |
| 1646                                          | 208                                           | Hier fehlt eine Grafik, die leider im Moment aus technischen Gründen nicht angezeigt werden kann. Wir arbeiten daran! |
| 1664                                          | 224                                           | Hier fehlt eine Grafik, die leider im Moment aus technischen Gründen nicht angezeigt werden kann. Wir arbeiten daran! |
| 1701                                          | 310                                           | Hier fehlt eine Grafik, die leider im Moment aus technischen Gründen nicht angezeigt werden kann. Wir arbeiten daran! |
| 1815                                          | 430                                           | Hier fehlt eine Grafik, die leider im Moment aus technischen Gründen nicht angezeigt werden kann. Wir arbeiten daran! |
| 1871                                          | 633                                           | Hier fehlt eine Grafik, die leider im Moment aus technischen Gründen nicht angezeigt werden kann. Wir arbeiten daran! |
| 1939                                          | 639                                           | Hier fehlt eine Grafik, die leider im Moment aus technischen Gründen nicht angezeigt werden kann. Wir arbeiten daran! |
| 1950                                          | 1172                                          | Hier fehlt eine Grafik, die leider im Moment aus technischen Gründen nicht angezeigt werden kann. Wir arbeiten daran! |
| 1998                                          | 804                                           | Hier fehlt eine Grafik, die leider im Moment aus technischen Gründen nicht angezeigt werden kann. Wir arbeiten daran! |

## Wirtschaft und Infrastruktur

### Verkehrsanbindung
Groß Elbe liegt an der Landesstraße 670, die Baddeckenstedt und die Bundesstraße 6 im Westen mit Gustedt und Gebhardshagen im Osten verbindet. Hinzu kommt eine Kreisstraße, die das Dorf mit Klein Elbe im Süden und Haverlah im Südosten verbindet.
Der nächstgelegene Bahnhof befindet sich in Baddeckenstedt an der Bahnstrecke Hildesheim–Goslar.